# Zone 9
Zone 9 és un grup de bloguers etiòpics, que mantenen un blog en amhàric. El nom del grup s'inspira en la presó estatal d'Etiòpia a Addis Abeba, coneguda com a Kaliti, que té vuit zones. Els bloguers, que argumentaven que sentien que Etiòpia mateixa s'estava convertint en una part més de la presó (Zona 9), s'autoanomenen els Zone9ers. Tenen com a lema We Blog Because We Care (‘Bloguegem perquè ens importa’).
El 25 i 26 d'abril de 2014, el govern d'Etiòpia va detenir a sis membres de la xarxa i a tres altres periodistes, una acció que va motivar protestes arreu d'Etiòpia i a la xarxa. La detenció d'aquests bloguers es va produir dos dies després que Zone 9 anunciés la seva tornada després d'un silenci de gairebé sis mesos.

## Detencions i càrrecs
Els tres periodistes i els sis bloguers coneguts per la Zona van ser acusats de terrorisme el 18 de juliol de 2014 per tenir vincles amb un grup fora de la llei, per planejar presumptes atacs i per assistir en un taller de seguretat digital.
Els sis bloguers de Zone9 i els tres periodistes detinguts foren:
- Befeqadu Hailu – un antic treballador de la St. Mary’s University College, activista i bloguer
- Mahlet Fantahun – expert en dades del Ministeri de Salut d'Etiòpia
- Atnaf Berahane – peofessional en tecnologia de la informació de l'Ajuntament d'Addis Abeba, expert en seguretat digital i bloguer
- Natnael Feleke – treballador del Construction and Business Bank, economista de professió i defensor dels drets humans
- Zelalem Kiberet – professor de la Universitat d'Ambo, advocat i bloguer
- Abel Wabela – enginyer d'Ethiopian Airlines, enginyer de professió i bloguer
- Edom Khassay – periodista freelance i membre actiu de l'Associació de Periodistes Etiòpics Ambientals (EEJA)
- Tesfalem Waldyes – periodista freelance per a Addis Standard i altres mitjans
- Asmamaw Hailegeorgis – periodista d'Addis Guday